# Petra Keppeler
Petra Keppeler (née le 22 mars 1965 à Augsbourg) est une joueuse de tennis allemande (ex-RFA), professionnelle dans les années 1980.
En 1984, elle a joué les huitièmes de finale à Roland-Garros (battue par Hana Mandlíková), sa meilleure performance en simple dans une épreuve du Grand Chelem.
Petra Keppeler a remporté un tournoi WTA en double pendant sa carrière.

## Palmarès

### Titre en simple dames
Aucun

### Finale en simple dames
Aucune

### Titre en double dames
| No | Date       | Nom et lieu du tournoi | Catégorie | Dotation | Surface      | Partenaire  | Finalistes                        | Score    |          |
| -- | ---------- | ---------------------- | --------- | -------- | ------------ | ----------- | --------------------------------- | -------- | -------- |
| 1  | 14/07/1986 | Elektra Cup Brégence   |           | 50 000 $ | Terre (ext.) | Petra Huber | Sabrina Goleš Tine Scheuer-Larsen | 6-2, 6-4 | Parcours |

### Finale en double dames
| No | Date       | Nom et lieu du tournoi                         | Catégorie | Dotation | Surface      | Vainqueures                    | Partenaire  | Score    |          |
| -- | ---------- | ---------------------------------------------- | --------- | -------- | ------------ | ------------------------------ | ----------- | -------- | -------- |
| 1  | 05/05/1986 | International Championships of Spain Barcelone |           | 50 000 $ | Terre (ext.) | Iva Budařová Catherine Tanvier | Petra Huber | 6-2, 6-1 | Parcours |

## Parcours en Grand Chelem

### En simple dames
| Année | Open d'Australie (janvier) | Open d'Australie (janvier) | Internationaux de France | Internationaux de France | Wimbledon       | Wimbledon      | US Open        | US Open       | Open d'Australie (décembre) | Open d'Australie (décembre) |
| 1984  | n/a                        | n/a                        | 4e tour (1/8)            | Hana Mandlíková          | -               | -              | 2e tour (1/32) | Petra Delhees | 1er tour (1/32)             | Iva Budařová                |
| 1985  | n/a                        | n/a                        | 2e tour (1/32)           | Kathleen Horvath         | 1er tour (1/64) | Joanne Russell | 2e tour (1/32) | Robin White   | -                           | -                           |
| 1986  | n/a                        | n/a                        | 1er tour (1/64)          | Claudia Porwik           | -               | -              | -              | -             | n/a                         | n/a                         |

À droite du résultat, l’ultime adversaire.

### En double dames
| Année | Open d'Australie (janvier) | Open d'Australie (janvier) | Internationaux de France    | Internationaux de France  | Wimbledon | Wimbledon | US Open                       | US Open                 | Open d'Australie (décembre) | Open d'Australie (décembre) |
| 1984  | n/a                        | n/a                        | -                           | -                         | -         | -         | 1er tour (1/32) Petra Delhees | S. Margolin Beth Norton | -                           | -                           |
| 1986  | n/a                        | n/a                        | 1er tour (1/32) Petra Huber | H. Mandlíková W. Turnbull | -         | -         | -                             | -                       | n/a                         | n/a                         |

Sous le résultat, la partenaire ; à droite, l’ultime équipe adverse.

### En double mixte
N'a jamais participé à un tableau final.

## Parcours en Coupe de la Fédération
| #                                                                                 | Date       | Lieu      | Surface      | Gagnante(s)                     | Perdante(s)                   | Score         |          |
|                                                                                   |            |           |              |                                 |                               |               |          |
| 1983 - 2e tour (groupe mondial) - Japon - Allemagne de l'Ouest - 0 : 3            |            |           |              |                                 |                               |               |          |
| 1                                                                                 | 18/07/1983 | Zurich    | Terre (ext.) | Petra Keppeler Eva Pfaff        | Kumiko Okamoto Masako Yanagi  | 7-6, 7-5      | Parcours |
|                                                                                   |            |           |              |                                 |                               |               |          |
| 1983 - 1/2 finale (groupe mondial) - Suisse - Allemagne de l'Ouest - 0 : 3        |            |           |              |                                 |                               |               |          |
| 2                                                                                 | 18/07/1983 | Zurich    | Terre (ext.) | Petra Keppeler Eva Pfaff        | Petra Delhees C. Jolissaint   | 6-3, 6-4      | Parcours |
|                                                                                   |            |           |              |                                 |                               |               |          |
| 1984 - 1er tour (groupe mondial) - Allemagne de l'Ouest - Chine - 3 : 0           |            |           |              |                                 |                               |               |          |
| 3                                                                                 | 16/07/1984 | São Paulo | Terre (ext.) | Sylvia Hanika Petra Keppeler    | Duan Li-Lan Zhu Xiao-Yu       | 6-1, 6-4      | Parcours |
|                                                                                   |            |           |              |                                 |                               |               |          |
| 1984 - 2e tour (groupe mondial) - Allemagne de l'Ouest - Suède - 2 : 1            |            |           |              |                                 |                               |               |          |
| 4                                                                                 | 16/07/1984 | São Paulo | Terre (ext.) | Petra Keppeler                  | Carina Karlsson               | 6-4, 3-6, 6-1 | Parcours |
| 4                                                                                 | 16/07/1984 | São Paulo | Terre (ext.) | Sylvia Hanika Petra Keppeler    | Catrin Jexell Carina Karlsson | 6-3, 6-4      | Parcours |
|                                                                                   |            |           |              |                                 |                               |               |          |
| 1984 - 1/4 de finale (groupe mondial) - Allemagne de l'Ouest - Australie - 1 : 2  |            |           |              |                                 |                               |               |          |
| 5                                                                                 | 16/07/1984 | São Paulo | Terre (ext.) | Anne Minter                     | Petra Keppeler                | 6-4, 6-4      | Parcours |
| 5                                                                                 | 16/07/1984 | São Paulo | Terre (ext.) | Elizabeth Sayers Wendy Turnbull | Sylvia Hanika Petra Keppeler  | 6-1, 6-1      | Parcours |
|                                                                                   |            |           |              |                                 |                               |               |          |
| 1985 - 1er tour (groupe mondial) - Allemagne de l'Ouest - Grande-Bretagne - 0 : 3 |            |           |              |                                 |                               |               |          |
| 6                                                                                 | 08/10/1985 | Nagoya    | Dur (ext.)   | Jo Durie                        | Petra Keppeler                | 6-4, 6-0      | Parcours |
| 6                                                                                 | 08/10/1985 | Nagoya    | Dur (ext.)   | Jo Durie Anne Hobbs             | Andrea Betzner Petra Keppeler | 6-4, 3-6, 6-1 | Parcours |

## Classements WTA

### Classements en simple en fin de saison
| Année | 1986 | 1987 |
| Rang  | 198  | 324  |

Source : (en) « Classements de Petra Keppeler », sur le site officiel du WTA Tour

### Classements en double en fin de saison
| Année | 1986 |
| Rang  | 83   |

Source : (en) « Classements de Petra Keppeler », sur le site officiel du WTA Tour